# Microsoft Project
Microsoft Project（マイクロソフト プロジェクト）は、マイクロソフトがWindows向けに販売しているプロジェクト管理（工程管理）ソフトウェアである。

## 概要
簡単に言えばガントチャートやクリティカルパス法を利用して計画の見積もりや予算の状況などを把握し、一つのプロジェクト状況を一元的に管理する事ができるソフトウェアである。
一つのプロジェクトを実行し、計画的にビジネスを行っていく行為は企業にとって重要なファクターと言える。しかしプロジェクトを実現する場合、期限と予算、それに必要とされる人材（関係者）と効率的な作業を行って行かなければならない。計画表をただ単に作成しても実現出来なければただの落書き同然になる上、状況が把握出来なければ予算オーバーや期限オーバー等が生じ、結果的にチーム・企業の信頼を落とす結果にもなる。また、管理する範囲が小規模から大規模になれば、プロジェクトリーダーが一元的に管理するのも難しくなる傾向にある。
Microsoft Projectはこれらのスケジュールや予算、人材の状況をプロジェクト管理ソフトで詳細に分析し、統括的な行程具合を管理･指揮する事ができるようになる。

## エディションの違いについて
Microsoft Projectはエディションごとに利用できる機能が異なっている。また、Microsoft Office の系列ソフトウェアではあるものの、最上位モデルでも添付されない為、完全な単体製品である。

### シングルユーザーマネジメントモデル
その名の通り、一人以上の管理責任者がデスクトップ上でプロジェクト管理を行うモデルである。
Project Standard
管理責任者がスタンドアロン環境でプロジェクトを管理する為に用意されたエディション。

### エンタープライズマネジメントモデル
経営者なども含め、組織レベルあるいは組織間で1つ以上のプロジェクトを一元管理するモデル。
Project Professional
機能的にはStandardとほぼ同じ。ただしStandardと違ってProject Serverに接続できるため、Project Server上のプロジェクトファイルを編集したり、新しいプロジェクトをアップロードしたりできる。
Project Server
プロジェクト管理に不可欠な情報（プロジェクト、リソース、コスト、成果物、リスクなど）を一元管理、可視化（見える化）するソフトウエア。プロジェクトメンバーはProject Web Accessと呼ばれるWebブラウザ経由でのデータ閲覧や更新を行うことができる。情報はすべてSQL Serverに格納されるため、SQL Serverのデータ分析機能 (OLAP) 等を利用してプロジェクト情報を分析・レポートすることもできる。
Project Portfolio Server
プロジェクトのポートフォリオ分析に特化したソフトウエア。現行バージョンは英語版のみ。ただし、日本語環境でも稼働する。